# 이노우에 준노스케
이노우에 준노스케(일본어: 井上 準之助, 1869년 5월 6일~1932년 2월 9일)는 일본 제국의 정치인이다.

## 생애
1869년 5월에 일본 제국 히타현 히타군 오히촌(현 오이타현 히타시)에서 태어났다. 1888년 제이고등중학교에, 1893년 제국대학(현 도쿄 대학)에 입학했다. 1896년 대학을 졸업한 뒤 야마모토 다쓰오의 권유를 받고 일본은행에 입행했다. 이후 총재 다카하시 고레키요로부터 인정받아 영업국장으로까지 승진했다. 이후 뉴욕 사무소에서 일하다가 일본에 돌아온 뒤 요코하마 쇼킨 은행에서 잠시 일했다가 1919년 3월 총재 미시마 야타로가 급서하자 후임 총재로 취임했다. 총재로 재직할 때 쇼와 금융공황이 발생하자 대장상 다카하시와 합을 맞춰 혼란 수습에 나섰다.
1923년에 제2차 야마모토 내각이 출범하자 일은 총재에서 물러난 뒤 대장대신으로 입각했다. 재직 중 간토 대지진이 발생해 혼란을 수습하던 중 모라토리엄을 단행하고 경제계에 민완을 발휘하는 등 큰 활약을 펼쳐 제2의 시부사와 에이이치라는 평가를 받았다.
1926년 태평양 연안의 국가들 사이에서 이민, 통상, 인종 등의 문제를 논의하기 위해 태평양문제조사회가 발족하자 이노우에가 이사장으로 취임했다. 이 조사회는 전년도에 개최되었던 태평양관계조정연구회를 항구적인 조직으로 하기 위해 만들어진 것으로 일본 외에 미국, 오스트레일리아, 캐나다, 뉴질랜드가 참여했다.
다나카 기이치 내각이 출범하자 외무대신 후보로 거론되는 등 입헌정우회와 가까운 사이로 인식되었다. 하지만 금융 시스템의 안정과 경제계 정리를 추진하는 이노우에와 은행 정리를 추진하는 다나카 기이치 및 정우회가 충돌했으며 다나카 내각의 대중국 정책에 대한 이노우에의 불만도 겹쳐 이는 무산되었다. 대신 일본은행 총재로 임명돼 두 번째 임기를 시작했다. 다나카 내각이 무너진 뒤에 하마구치 내각이 출범했다. 하마구치 내각은 입헌민정당이 주도하여 만들어진 내각인데 이노우에는 민정당원이 아님에도 불구하고 금본위제 복귀라는 뜻이 일치하여 두 번째로 대장대신이 되어 입각했다.
이노우에는 금 해금에 대해 "폐병 환자에게 마라톤 경주를 뛰게 하는 것과 같다"라며 부정적인 입장을 보였지만 대장대신이 된 뒤에 긴축 재정 노선을 취하면서 금 해금을 실현시켰다. 하지만 대공황이 시작되자 금 해금과 맞물려 일본 경제는 디플레이션의 늪에 빠져 쇼와 공황을 맞이했다. 하마구치 오사치가 물러난 뒤 제2차 와카쓰키 내각이 출범하자 이노우에는 대장대신에 유임됐는데 금 해금을 계속 밀어붙였다. 민정당 정권을 지지하던 이노우에는 일본은행 시절 선배였던 다카하시에게는 예를 갖췄지만 다카하시의 직계로 정우회의 재정·금융의 1인자였던 미쓰치 주조와는 정적으로서 격렬하게 대립했다. 미쓰치는 이노우에가 자신의 정치 생명을 지키는 데 급급하다면서 그로 인해 국민들, 특히 중소기업과 농민들이 큰 희생을 보고 있다고 비판했다. 한편 이노우에가 추진한 긴축 재정으로 인해 해군의 예산이 대폭적으로 삭감돼 이노우에는 군령부와 우익 인사들의 원한을 샀고 이는 통수권 간범 문제로 이어져 혈맹단 사건으로 이노우에가 목숨을 잃게 되는 원인이 되었다.
1931년에 만주사변이 발발하자 이노우에는 동향 출신으로 친분이 있던 육군대신 미나미 지로에게 이 이상 상황을 악화시키지 않게 해줄 것을 기대했다. 하지만 사태 해결은 쉽지 않았고 와카쓰키가 정권 운영에 있어 자신감을 잃어가자 민정당의 실력자인 내무대신 아다치 겐조는 정우회와 연립 내각을 구성하는 협력 내각 운동을 추진했다. 하지만 이노우에와 외무대신 시데하라 기주로가 이에 반대했다. 결국 와카쓰키는 내각을 포기해 버렸고 정우회가 주도하는 이누카이 내각이 출범했다. 그리고 대장대신으로 복귀한 다카하시는 긴축 재정을 포기하고 적극 재정을 추진했다.
민정당이 야당으로 전락했지만 이노우에는 여전히 민정당을 지지했다. 원로 사이온지 긴모치로부터 차기 총리대신 후보로 기대를 받았던 이노우에는 민정당의 총무를 도맡았고 1932년 총선 때 선거위원장도 지냈다. 하지만 대장대신으로 재직할 때 경제가 악화되면서 이노우에에게 원한을 가진 사람이 많았고 결국 국가주의자들의 암살 표적이 되었다. 그리고 1932년 2월 9일 선거 연설회장이던 도쿄시 혼고구의 고마모토 소학교에 도착한 직후 청년 오누마 쇼가 쏜 권총에 세 발을 맞아 죽임을 당했다. 묘소는 아오야마 영원에 있다.
이노우에는 생전에 일본경제연맹회(일본 경제 단체 연합회의 전신)를 결성하고 도요문고를 창설하는 데 기여했다. 또한 일본에서 골프를 보급하는 데 공헌했으며 도쿄 최초의 골프장인 도쿄골프구락부 설립에 앞장섰다.
| 전임 미시마 야타로 | 제9대 일본은행 총재 1919년 3월 13일~1923년 9월 2일 | 후임 이치키 오토히코 |

| 전임 이치키 오토히코 | 제23대 대장대신 1923년 9월 2일~1924년 1월 7일 | 후임 쇼다 가즈에 |

| 전임 이치키 오토히코 | 제11대 일본은행 총재 1927년 5월 10일~1928년 6월 12일 | 후임 히지카타 히사아키라 |

| 전임 미쓰치 주조 | 제30대 대장대신 1929년 7월 2일~1931년 12월 13일 | 후임 다카하시 고레키요 |